# Miasto popiołów
Miasto popiołów (ang. City of Ashes) – druga część serii Dary anioła, napisanej przez Cassandrę Clare, została wydana w Polsce 21 października 2009 roku.